# 追殺夏娃 (第三季)
英國諜報驚悚類型的電視劇《追殺夏娃》第三季於2020年4月12日首播，2020年5月31日完結，共8集。第三季由蘇珊娜·希思科特（Suzanne Heathcote）擔任節目統籌兼首席編劇，泰瑞·麥克多諾、米蘭達·鮑文（Miranda Bowen）、香農·墨菲（Shannon Murphy）和戴蒙·湯瑪斯（Damon Thomas）等執導，蘇珊娜·希思科特、安娜·喬丹、蘿拉·尼爾（Laura Neal）、艾莉諾·庫克（Elinor Cook）和克莉絲·達克（Krissie Ducker）等執筆編劇。吳珊卓和朱迪·科默繼續出演雙主角夏娃·波拉斯特里和薇拉內爾／歐莎娜·阿斯坦科娃。費歐娜·蕭、金·博迪尼亞、圖洛·康維里、丹尼·薩帕尼、哈麗葉·華特出演主要角色。
2019年4月，在第二季首集播出後不到12小時，英國廣播公司美國台宣佈預訂劇集第三季。《追殺夏娃》第三季於2019年8月開始拍攝，2020年1月殺青。拍攝地點包括英國倫敦、羅馬尼亞布內什蒂鄉和西班牙巴塞隆納等。

## 演員與角色

### 主要角色
- 吳珊卓 飾演 夏娃·波拉斯特里（英语：Eve Polastri）：英國軍情五處的工作人員，迷戀上了一名惡名昭彰的女殺手[1][2]。

- 朱迪·科默 飾演 薇拉內爾／歐莎娜·阿斯坦科娃（英语：Villanelle (character)）：一個患有心理疾病、技巧娴熟、會多國語言的女刺客，開始着迷於追踪她的軍情五處工作人員夏娃[2][3]。

- 費歐娜·蕭 飾演 卡洛琳·馬滕斯（Carolyn Martens）：英國軍情六處俄羅斯分部負責人[2][4]。

- 金·博迪尼亞（英语：Kim Bodnia） 飾演 康斯坦丁·瓦西里耶夫（Konstantin Vasiliev）：薇拉內爾的上線[2][4]。

- 圖洛·康維里（英语：Turlough Convery） 飾演 貝爾（Bear）：肯尼在「苦口良藥」公司（Bitter Pill）的同事。

- 丹尼·薩帕尼（英语：Danny Sapani） 飾演 傑米·海沃德（Jamie Hayward）：肯尼在「苦口良藥」公司的老闆。

- 哈麗葉·華特（英语：Harriet Walter） 飾演 黛莎·杜茲蘭（Dasha Duzran）：退役的奧運會體操運動員，性情堅韌，曾擔當薇拉內爾的培訓師和導師，當前為一名間諜。

### 常設角色
- 歐文·麥克唐納（英语：Owen McDonnell） 飾演 尼科·波拉斯特里（Niko Polastri）：夏娃的丈夫，一名教師[2][4]。

- 拉傑·巴傑伊（Raj Bajaj） 飾演 莫·賈法里（Mo Jafari）：軍情六處特工。

- 史蒂夫·佩姆伯頓 飾演 保羅（Paul）：新調任的軍情六處主管。

- 嘉瑪·韋倫（英语：Gemma Whelan） 飾演 潔拉汀·史托頓（Geraldine Stowton）：卡洛琳關係疏遠的女兒。

- 卡米爾·科坦 飾演 海蓮（Hélène）：「十二門徒」成員。

### 客串角色
- 西恩·德萊尼（Sean Delaney） 飾演 肯尼·史托頓（Kenny Stowton）：卡洛琳的兒子，被軍情六處招募的駭客[2][4]。羅馬事件之後，他離開軍情六處，成為「苦口良藥」公司的一名調查記者。

- 尤莉·拉戈丁斯基（Yuli Lagodinsky） 飾演 伊莉娜·瓦西里耶娃（Irina Vasilieva）：康斯坦丁的女兒。

- 蕾貝卡·塞爾（英语：Rebecca Saire） 飾演 伯莎·克魯格（Bertha Kruger）：查爾斯·克魯格的遺孀。

- 艾金妮亞·多汀娜（英语：Evgenia Dodina） 飾演 塔蒂亞娜（Tatiana）：薇拉內爾的母親。

- 普里德拉格·比耶拉克（英语：Predrag Bjelac） 飾演 格里高利（Grigoriy）：塔蒂亞娜的丈夫，薇拉內爾的繼父。

- 亞莉山卓·羅奇（英语：Alexandra Roach） 飾演 芮安（Rhian）：「十二門徒」的一名殺手。

## 集數
| 總集數 | 集數 （季） | 標題 | 譯名               | 導演          | 編劇                      | 首播日期      | BBCA收視人數 （百萬） |
| --- | ----------- | ---- | ------------------ | ------------- | ------------------------- | ------------- | --------------------- |
| 17 | 1           |      | 欲速則不達         | 泰瑞·麥克多諾 | 蘇珊娜·希思科特           | 2020年4月12日 | 0.443                 |
| 六個月之後，薇拉內爾在西班牙安定下來，打算與一名女子結婚。她的導師黛莎闖入婚禮現場，要求薇拉內爾繼續為暗殺組織「十二門徒」工作。薇拉內爾希望被提升為「守門人」，在組織內的地位高於黛莎和康斯坦丁。薇拉內爾接受組織的任務，殺害了加泰羅尼亞赫羅納地區的一名政治策動者。與此同時，夏娃和肯尼都辭去了軍情六處的工作，夏娃在倫敦韓國城新莫爾登的一家餐館的後廚工作，肯尼則成為一名調查記者。為幫助夏娃盡快恢復到平凡的生活，肯尼邀她一起喝一杯。夏娃來到肯尼的公司，目睹他從樓頂墜落，當場身亡。 |             |      |                    |               |                           |               |                       |
| 18 | 2           |      | 管理工作爛透了     | 泰瑞·麥克多諾 | 安娜·喬丹                 | 2020年4月19日 | 0.342                 |
| 在肯尼的葬禮上，夏娃不能接受眾人認為肯尼是自殺。她藏起了肯尼的工作電話。肯尼的老闆伸出援手，幫夏娃破解了手機密碼，換取雙方合作調查他的死因。卡洛琳在軍情六處被領導邊緣化，無法按照自己的意願做事。她發現在西班牙的謀殺案件與薇拉內爾有關，說服夏娃再次協助調查。康斯坦丁作為雙面間諜，仍舊為「十二門徒」工作，暗中竊聽到了夏娃和卡洛琳的談話。與此同時，薇拉內爾成為一名新手菲利克斯的導師。他們被組織派遣至法國蔚藍海岸刺殺目標，菲利克斯未按計行事，不耐煩的薇拉內爾果斷殺死了他。薇拉內爾回到家中，康斯坦丁告訴她夏娃並沒有死。 |             |      |                    |               |                           |               |                       |
| 19 | 3           |      | 沒有餅乾哪叫會議   | 米蘭達·鮑文   | 蘿拉·尼爾                 | 2020年4月26日 | 0.334                 |
| 夏娃和傑米·海沃德發現肯尼去世前正在調查日內瓦一個突然活躍起來的銀行賬戶，卡洛琳設計從舊相識瑞士銀行家亨里克口中套出賬戶歸屬人。他是一名前蘇聯特工查爾斯·克魯格，在冷戰結束前已經隱姓埋名。夏娃懷疑克魯格當前受僱於「十二門徒」，擔任該組織的會計師。薇拉內爾在西班牙安達魯西亞殺害一名目標之後，轉移至倫敦，跟蹤夏娃到公交車上。兩人見面之後開始爭鬥，薇拉內爾佔盡上風。夏娃親吻了她。薇拉內爾告訴夏娃此行不是為了她。夏娃意識到薇拉內爾是為了殺害卡洛琳，但為時已晚，薇拉內爾裝扮成騎警攔停了卡洛琳的車，槍殺了車中的克魯格。夏娃回到家中，發現薇拉內爾留下的毛絨玩具，裡面帶有薇拉內爾的錄音：「你希望我在你身邊。」 |             |      |                    |               |                           |               |                       |
| 20 | 4           |      | 寶刀未老           | 米蘭達·鮑文   | 艾莉諾·庫克               | 2020年5月3日  | 0.380                 |
| 夏娃發現西班牙政治策動者被謀殺案件的作案手法類似於1974年前蘇聯的一個案件。在生日當天，夏娃收到了薇拉內爾送來的蛋糕，令她非常不安。康斯坦丁找到查爾斯·克魯格的遺孀，從她手中得到克魯格的保單文件。隨後他前往巴塞隆納，向薇拉內爾提供尋找家人的線索。作為回報，薇拉內爾殺害了克魯格的遺孀。尼科早已離開英國，在自己老家波蘭居住，以便治療他的創傷後遺症。夏娃多次與尼科聯繫沒有得到回應。「十二門徒」派人警告黛莎，要她盡快幫助薇拉內爾找回工作狀態。為破壞薇拉內爾與夏娃之間的關係，黛莎來到波蘭，偷走了尼科的手機並引誘夏娃前來。在夏娃與尼科見面的時刻，躲在暗處的黛莎刺倒了尼科，並留下訊息讓夏娃懷疑是薇拉內爾所為。與此同時，薇拉內爾回到家鄉。 |             |      |                    |               |                           |               |                       |
| 21 | 5           |      | 你是平納人嗎？     | 香農·墨菲     | 蘇珊娜·希思科特           | 2020年5月10日 | 0.419                 |
| 薇拉內爾回到俄羅斯家鄉格里茲梅特（Гризмет），見到母親塔蒂亞娜、弟弟彼得和繼父一家人。她與同母異父的弟弟博爾卡建立良好關係，博爾卡一直希望前往倫敦觀看艾爾頓·強的現場演唱會。薇拉內爾隨著家人參加當地的豐收慶典比賽，並贏得扔糞餅大賽，但是博爾卡輸掉了烹飪比賽。薇拉內爾質問塔蒂亞娜為什麼將還是孩童的自己丟在孤兒院，塔蒂亞娜要求她離開。傷心的薇拉內爾殺死了塔蒂亞娜，隨後燒掉繼父的房子，只有不住在房內的彼得和被薇拉內爾的紙條引誘離開的博爾卡倖存。薇拉內爾為博爾卡留下足夠的錢，用以實現他的願望。薇拉內爾登上火車離開家鄉。 |             |      |                    |               |                           |               |                       |
| 22 | 6           |      | 遊戲結束           | 香農·墨菲     | 克莉絲·達克               | 2020年5月17日 | 0.340                 |
| 薇拉內爾被提升為「守門人」，接到前去羅馬尼亞刺殺一名政客的任務。她對這種重複枯燥的工作感到乏味，為暫時逃避這種生活，她找到康斯坦丁。康斯坦丁與女兒伊莉娜不合，薇拉內爾與伊莉娜逐漸熟絡起來。軍情六處主管保羅要求康斯坦丁調查克魯格遺孀的死因。卡洛琳非常震驚地得知，肯尼生前曾認為康斯坦丁是他的父親。與此同時，尼科在醫院養傷，他拒絕與夏娃接觸。夏娃調查發現傷害尼科的兇手不可能是身在別處作案的薇拉內爾。她前往巴塞隆納拜訪黛莎，表示已經得知真正刺傷尼科的兇手。黛莎回到住所，發現受傷的薇拉內爾，她在執行任務期間被目標刺傷。薇拉內爾稱自己厭倦了殺手生活。康斯坦丁打算與伊莉娜一起遠走高飛，他目睹伊莉娜開車撞倒並故意碾壓她的繼父。 |             |      |                    |               |                           |               |                       |
| 23 | 7           |      | 美麗的怪獸         | 戴蒙·湯瑪斯   | 蘿拉·尼爾                 | 2020年5月24日 | 0.357                 |
| 薇拉內爾與海蓮見面，向她提出有意解決黛莎。隨後她與黛莎來到蘇格蘭阿伯丁執行任務，計劃在高爾夫球場謀殺一名美國商人。薇拉內爾用球桿偷襲黛莎的後腦，將她擊倒在地，放走了美國商人。夏娃根據信用卡消費記錄跟蹤薇拉內爾來到阿伯丁，見到奄奄一息的黛莎。黛莎承認是自己刺傷了尼科。憤怒的夏娃踩在她的胸膛上，打算殺死她，被警笛聲打斷。卡洛琳的助手莫·賈法里發現軍情六處主管保羅與「十二門徒」有關，很快他被芮安殺害。與此同時，康斯坦丁不得已地將女兒伊琳娜留在莫斯科的少管所，與薇拉內爾在阿伯丁會合。兩人正準備乘火車離開，康斯坦丁突發心臟病。夏娃緊跟著追到站台，目送薇拉內爾獨自乘車離開。康斯坦丁在醫院恢復過來，發現鄰床還活著的黛莎。 |             |      |                    |               |                           |               |                       |
| 24 | 8           |      | 你要領舞還是我來？ | 戴蒙·湯瑪斯   | 蘇珊娜·希思科特 蘿拉·尼爾 | 2020年5月31日 | 0.393                 |
| 薇拉內爾會見卡洛琳，希望成為軍情六處的情報線人，被卡洛琳拒絕。隨後她找到夏娃，兩人共舞之際，芮安前來召集薇拉內爾。情急之下薇拉內爾將包裹保存地址轉交給夏娃，包裹中存有康斯坦丁逃跑所準備的資金，該地址是她此前從其身上取得。在芮安帶著薇拉內爾前去會見海蓮的途中，薇拉內爾將芮安推下地鐵軌道，殺死了她。卡洛琳通過錄影發現，在肯尼被害當天，康斯坦丁出現他的公司中。康斯坦丁提前出院，遇見剛取出包裹的夏娃。兩人為包裹爭執之際，保羅被卡洛琳用槍指使，將康斯坦丁騙至辦公室。夏娃執意要跟去，得到訊息的薇拉內爾也隨後趕來。卡洛琳要康斯坦丁做出解釋，康斯坦丁聲稱他是前去勸阻肯尼不要繼續調查，以免惹禍上身，肯尼由於害怕而失足墜樓。卡羅琳起意要槍殺康斯坦丁，但最終擊殺了暗中為「十二門徒」做事的保羅，放走了康斯坦丁。夏娃和薇拉內爾一起離開，雙方認為對方均給自己帶來糟糕的變化，總是又因故羈絆在一起。為了從這段糾纏的關係中解脫，她們約定不再見面。 |             |      |                    |               |                           |               |                       |

## 製作
在第二季首集播出後不到12小時，英國廣播公司美國台宣佈預訂劇集第三季，由蘇珊娜·希思科特（Suzanne Heathcote）接替艾莫芮德·芬諾擔任節目統籌。莎莉·伍德沃德·金特爾、李·莫里斯、菲比·沃勒-布里奇、吉娜·明納奇和戴蒙·湯瑪斯繼續擔當執行製片人，新增吳珊卓和傑夫·梅爾沃文為第三季執行製片人。2019年7月，劇集開創者菲比·沃勒-布里奇在接受英國《每日鏡報》採訪時表示，計劃出演第三季中的一個角色，在劇中被薇拉內爾謀殺，成為這名殺手的受害者之一。2019年8月，哈麗葉·華特和丹尼·薩帕尼加入劇組，第三季在倫敦新莫爾登開拍。10月，劇組繼續在北倫敦拍攝。11月，嘉瑪·韋倫、普雷德拉格·吉拉、卡米爾·科坦、史蒂夫·佩姆伯頓、拉傑·巴傑伊（Raj Bajaj）、圖洛·康維里和艾金妮亞·多汀娜加入劇組。第三季還在羅馬尼亞布內什蒂鄉和西班牙巴塞隆納取景拍攝，於2020年1月殺青。
2020年2月14日，BBC美国台宣佈第三季於2020年4月26日首播。3月3日和6日，製作方依次發佈了兩支先行預告短片。受2019冠狀病毒病疫情影響，《陰屍路》第十季及其衍生劇《陰屍路：化外世界》未能及時完成後期製作，因此被撤出播出日期並延期播出。3月27日，AMC宣佈《追殺夏娃》第三季提前至2020年4月12日播出，用以填補《陰屍路》系列留下的空檔。同日，BBC美國台釋出第三季首支正式預告片。

## 迴響

### 評價
《追殺夏娃》第三季在爛番茄網站上獲得了「認證新鮮」標識，80%的新鮮度，6.76/10分（49位劇評人）。該網站的關鍵共識寫道：「在《追殺夏娃》第三季中，儘管仍未深入展開劇情，觀眾依然樂見於吳珊卓和朱迪·科默之間殺戮般的化學情愫。」第三季在Metacritic網站上獲得了「普遍好評」，64/100分（9位劇評人）。
| 第三季（2020年）：烂番茄追踪到的所有评论家的评论中，正面评论占比 |                                                              |
|                                                                  | 由于已知的技术原因，图表暂时不可用。带来不便，我们深表歉意。 |

### 美國收視
| 序 | 標題               | 播出日期      | 英國廣播公司美國台 | 英國廣播公司美國台 | AMC                | AMC               | BBCA DVR人數 （百萬） | BBCA 總收視人數 （百萬） | AMC DVR人數 （百萬） | AMC 總收視人數 （百萬） | 來源          |
| 序 | 標題               | 播出日期      | 收視率 （18-49歲） | 收視人數 （百萬）  | 收視率 （18-49歲） | 收視人數 （百萬） | BBCA DVR人數 （百萬） | BBCA 總收視人數 （百萬） | AMC DVR人數 （百萬） | AMC 總收視人數 （百萬） | 來源          |
| -- | ------------------ | ------------- | ------------------ | ------------------ | ------------------ | ----------------- | --------------------- | ------------------------ | -------------------- | ----------------------- | ------------- |
| 1  | 欲速則不達         | 2020年4月12日 | 0.12               | 0.443              | 0.14               | 0.621             | 0.290                 | 0.733                    | 0.174                | 0.795                   | [ 6 ] [ 34 ]  |
| 2  | 管理工作爛透了     | 2020年4月19日 | 0.08               | 0.342              | 0.07               | 0.440             | 0.297                 | 0.639                    | 0.215                | 0.655                   | [ 7 ] [ 35 ]  |
| 3  | 沒有餅乾哪叫會議   | 2020年4月26日 | 0.10               | 0.334              | 0.14               | 0.535             | 0.399                 | 0.733                    | 0.192                | 0.727                   | [ 8 ] [ 36 ]  |
| 4  | 寶刀未老           | 2020年5月3日  | 0.11               | 0.380              | 0.10               | 0.438             | 不適用                | 不適用                   | 不適用               | 不適用                  | [ 9 ]         |
| 5  | 你是平納人嗎？     | 2020年5月10日 | 0.11               | 0.419              | 0.10               | 0.498             | 0.371                 | 0.790                    | 0.186                | 0.684                   | [ 10 ] [ 37 ] |
| 6  | 遊戲結束           | 2020年5月17日 | 0.10               | 0.340              | 0.09               | 0.368             | 0.456                 | 0.796                    | 0.214                | 0.582                   | [ 11 ] [ 38 ] |
| 7  | 美麗的怪獸         | 2020年5月24日 | 0.09               | 0.357              | 0.11               | 0.494             | 0.464                 | 0.821                    | 0.227                | 0.721                   | [ 12 ] [ 39 ] |
| 8  | 你要領舞還是我來？ | 2020年5月31日 | 0.11               | 0.393              | 0.11               | 0.495             | 0.346                 | 0.739                    | 0.273                | 0.768                   | [ 13 ] [ 40 ] |

### 英國收視
| 序 | 標題               | 播出日期      | 當日收視          | 當日收視       | 總收視           | 總收視            | 來源                 |
| 序 | 標題               | 播出日期      | 收視人數 （百萬） | 收視份額 （%） | 7日收視 （百萬） | 28日收視 （百萬） | 來源                 |
| -- | ------------------ | ------------- | ----------------- | -------------- | ---------------- | ----------------- | -------------------- |
| 1  | 欲速則不達         | 2020年4月19日 | 2.9               | 15.5           | 4.26             | 6.31              | [ 41 ] [ 42 ] [ 43 ] |
| 2  | 管理工作爛透了     | 2020年4月26日 | 2.4               | 12.9           | 4.00             | 5.88              | [ 44 ] [ 45 ] [ 43 ] |
| 3  | 沒有餅乾哪叫會議   | 2020年5月3日  | 2.0               | 不適用         | 3.42             | 5.46              | [ 46 ] [ 43 ]        |
| 4  | 寶刀未老           | 2020年5月10日 | 2.5               | 不適用         | 4.07             | 6.68              | [ 47 ] [ 43 ]        |
| 5  | 你是平納人嗎？     | 2020年5月17日 | 2.4               | 13.7           | 3.62             | 6.31              | [ 48 ] [ 49 ] [ 43 ] |
| 6  | 遊戲結束           | 2020年5月24日 | 2.8               | 不適用         | 3.98             | 6.85              | [ 50 ] [ 43 ]        |
| 7  | 美麗的怪獸         | 2020年5月31日 | 2.9               | 不適用         | 4.15             | 6.35              | [ 51 ] [ 43 ]        |
| 8  | 你要領舞還是我來？ | 2020年6月7日  | 2.6               | 14.9           | 3.71             | 6.39              | [ 52 ] [ 53 ] [ 43 ] |

## 獎項
| 年度 | 獎項                 | 類別                 | 入圍者       | 結果 | 來源   |
| ---- | -------------------- | -------------------- | ------------ | ---- | ------ |
| 2020 | 第72屆黃金時段艾美獎 | 最佳劇情類影集       | 《追殺夏娃》 | 提名 | [ 54 ] |
| 2020 | 第72屆黃金時段艾美獎 | 最佳劇情類影集女主角 | 朱迪·科默    | 提名 | [ 54 ] |
| 2020 | 第72屆黃金時段艾美獎 | 最佳劇情類影集女主角 | 吳珊卓       | 提名 | [ 54 ] |
| 2020 | 第72屆黃金時段艾美獎 | 最佳劇情類影集女配角 | 費歐娜·蕭    | 提名 | [ 54 ] |

## 影碟發行
| 《追殺夏娃》第三季                           |          |               |               |               |               |        |        |
| 影碟詳情                                     |          |               |               |               |               |        |        |
| - 8集／2碟裝／寬高比1.78:1 - 總時長：360分鐘 |          |               |               |               |               |        |        |
| DVD                                          | DVD      | 區域1         | 區域1         | 區域2         | 區域2         | 區域4  | 區域4  |
| 發行日期                                     | 發行日期 | 2020年9月15日 | 2020年9月15日 | 2020年11月2日 | 2020年11月2日 | 待公布 | 待公布 |
| 藍光影碟                                     | 藍光影碟 | A區           | A區           | A區           | B區           | B區    | B區    |
| 發行日期                                     | 發行日期 | 2020年9月15日 | 2020年9月15日 | 2020年9月15日 | 待公布        | 待公布 | 待公布 |

## 備註
1. 1 2 3 4 5 6 7 8 9 10 11 12 13 14 15 16 17 18 19 20 21 22 23 24 25 26 27 28    Live+3收視。
2. ↑  第三季第1集《欲速則不達》英國7日總收視人數為426萬，收視份額（某時間段在觀看此劇的觀眾人數與當時打開了電視機的觀眾總人數的比例）為17.93%，當週收視排名第8。
3. ↑  第三季第1集《欲速則不達》英國28日總收視人數為631萬，其中電視端為539萬，電腦端為61萬，平板端為25萬，智能手機端為6萬。
4. ↑  第三季第2集《管理工作爛透了》英國7日總收視人數為400萬，收視份額為16.23%，當週收視排名第4。
5. ↑  第三季第2集《管理工作爛透了》英國28日總收視人數為588萬，其中電視端為502萬，電腦端為56萬，平板端為23萬，智能手機端為5萬。
6. ↑  第三季第3集《沒有餅乾哪叫會議》英國7日總收視人數為342萬，收視份額為14.87%，當週收視排名第5。
7. ↑  第三季第3集《沒有餅乾哪叫會議》英國28日總收視人數為546萬，其中電視端為464萬，電腦端為52萬，平板端為22萬，智能手機端為7萬。
8. ↑  第三季第4集《寶刀未老》英國7日總收視人數為407萬，收視份額為17.54%，當週收視排名第1。
9. ↑  第三季第4集《寶刀未老》英國28日總收視人數為668萬，其中電視端為585萬，電腦端為52萬，平板端為22萬，智能手機端為10萬。
10. ↑  第三季第5集《你是平納人嗎？》英國7日總收視人數為362萬，收視份額為17.41%，當週收視排名第4。
11. ↑  第三季第5集《你是平納人嗎？》英國28日總收視人數為631萬，其中電視端為550萬，電腦端為50萬，平板端為21萬，智能手機端為9萬。
12. ↑  第三季第6集《遊戲結束》英國7日總收視人數為398萬，收視份額為19.32%，當週收視排名第4。
13. ↑  第三季第6集《遊戲結束》英國28日總收視人數為685萬，其中電視端為604萬，電腦端為49萬，平板端為22萬，智能手機端為10萬。
14. ↑  第三季第7集《美麗的怪獸》英國7日總收視人數為415萬，收視份額為20.35%，當週收視排名第2。
15. ↑  第三季第7集《美麗的怪獸》英國28日總收視人數為635萬，其中電視端為560萬，電腦端為45萬，平板端為20萬，智能手機端為9萬。
16. ↑  第三季第8集《你要領舞還是我來？》英國7日總收視人數為371萬，收視份額為17.19%，當週收視排名第6。
17. ↑  第三季第8集《你要領舞還是我來？》英國28日總收視人數為639萬，其中電視端為564萬，電腦端為47萬，平板端為19萬，智能手機端為9萬。

## 資料來源
1. ↑  Petski, Denise. . Deadline Hollywood. 2017-06-13  [2018-09-01]. （原始内容存档于2018-11-09）.
2. 1 2 3 4 5 6  . BBC媒體中心. 2018-03-07  [2018-09-01]. （原始内容存档于2018-09-15） （美国英语）.
3. ↑  Petski, Denise. . Deadline Hollywood. 2017-06-28  [2018-09-01]. （原始内容存档于2018-11-09） （美国英语）.
4. 1 2 3 4  Mitovich, Matt Webb. . TVLine. 2018-01-12  [2018-09-01]. （原始内容存档于2018-08-26） （美国英语）.
5. ↑  . myVideo.   [2020-05-10]. （原始内容存档于2020-10-11） （中文（臺灣））.
6. 1 2  Metcalf, Mitch. . Showbuzz Daily. 2020-04-14  [2020-04-15]. （原始内容存档于2020-04-15） （美国英语）.
7. 1 2  Metcalf, Mitch. . Showbuzz Daily. 2020-04-21  [2020-04-21]. （原始内容存档于2020-04-21） （美国英语）.
8. 1 2  Metcalf, Mitch. . Showbuzz Daily. 2020-04-28  [2020-04-28]. （原始内容存档于2020-04-29） （美国英语）.
9. 1 2  Metcalf, Mitch. . Showbuzz Daily. 2020-05-05  [2020-05-05]. （原始内容存档于2020-05-05） （美国英语）.
10. 1 2  Metcalf, Mitch. . Showbuzz Daily. 2020-05-12  [2020-05-12]. （原始内容存档于2020-05-13） （美国英语）.
11. 1 2  Metcalf, Mitch. . Showbuzz Daily. 2020-05-19  [2020-05-19]. （原始内容存档于2020-05-19） （美国英语）.
12. 1 2  Metcalf, Mitch. . Showbuzz Daily. 2020-05-27  [2020-05-28]. （原始内容存档于2020-05-28） （美国英语）.
13. 1 2  Metcalf, Mitch. . Showbuzz Daily. 2020-06-02  [2020-06-03]. （原始内容存档于2020-06-03） （美国英语）.
14. ↑  Webb Mitovich, Matt. . TVLine. United States: Penske Media Corporation. 2019-04-08  [2019-04-08]. （原始内容存档于2019-04-08） （美国英语）.
15. ↑  Shaw-Williams, Hannah. . ScreenRant. United States. 2019-05-28  [2019-05-27]. （原始内容存档于2019-05-28） （美国英语）.
16. ↑  Abbott, Kate. . 衛報. 英國. 2019-07-01  [2019-07-03]. （原始内容存档于2019-07-03） （英国英语）.
17. ↑  Petski, Denise. . Deadline. 2019-08-19  [2019-08-20]. （原始内容存档于2019-08-19） （美国英语）.
18. ↑  Murgatroyd, Lucy. . 太陽報. 2019-08-13  [2019-09-03]. （原始内容存档于2019-09-03） （英国英语）.
19. ↑  Nolan, Emma. . Metro. 2019-08-14  [2019-09-03]. （原始内容存档于2019-09-03） （英国英语）.
20. ↑  Hastings, Chris. . 每日郵報. 2019-10-12  [2019-10-18]. （原始内容存档于2019-10-13） （英国英语）.
21. ↑  Griffin, Louise. . metro.co.uk. 2019-11-08  [2020-03-14]. （原始内容存档于2019-12-23） （英国英语）.
22. ↑  Snierson, Dan. . Entertainment Weekly. 2019-11-07  [2020-03-14]. （原始内容存档于2020-03-29） （美国英语）.
23. ↑  . BBC. 2020-04-07  [2020-04-08]. （原始内容存档于2020-10-11） （英国英语）.
24. ↑  . BBC. 2020-04-07  [2020-04-08]. （原始内容存档于2020-10-11） （英国英语）.
25. ↑  . Net-a-Porter. 2019-10-19  [2019-10-19]. （原始内容存档于2019-10-19） （英国英语）.
26. ↑  . The Futon Critic. 2020-02-14  [2020-05-16]. （原始内容存档于2020-10-11） （美国英语）.
27. ↑  . metro.co.uk. 2020-03-03  [2020-03-07]. （原始内容存档于2020-03-04） （英国英语）.
28. ↑  . metro.co.uk. 2020-03-06  [2020-03-07]. （原始内容存档于2020-03-07） （英国英语）.
29. ↑  Hipes, Patrick. . Deadline. 2020-03-24  [2020-03-24]. （原始内容存档于2020-03-24） （美国英语）.
30. ↑  . Variety. 2020-03-27  [2020-03-28]. （原始内容存档于2020-03-28） （美国英语）.
31. ↑  Dry, Jude. . Indie Wire. 2020-03-27  [2020-03-28]. （原始内容存档于2020-03-27） （美国英语）.
32. 1 2  . 爛番茄.   [2020-06-12]. （原始内容存档于2019-06-20） （美国英语）.
33. ↑  . Metacritic.   [2020-04-13]. （原始内容存档于2020-04-13） （美国英语）.
34. ↑  Pucci, Douglas. . Programming Insider. 2020-04-18  [2020-04-29]. （原始内容存档于2020-04-24） （美国英语）.
35. ↑  Pucci, Douglas. . Programming Insider. 2020-04-24  [2020-04-29]. （原始内容存档于2020-04-29） （美国英语）.
36. ↑  Pucci, Douglas. . Programming Insider. 2020-05-01  [2020-05-06]. （原始内容存档于2020-05-04） （美国英语）.
37. ↑  Pucci, Douglas. . Programming Insider. 2020-05-15  [2020-05-16]. （原始内容存档于2020-08-21） （美国英语）.
38. ↑  Pucci, Douglas. . Programming Insider. 2020-05-22  [2020-05-28]. （原始内容存档于2020-06-03） （美国英语）.
39. ↑  Pucci, Douglas. . Programming Insider. 2020-05-30  [2020-05-30]. （原始内容存档于2020-06-03） （美国英语）.
40. ↑  Pucci, Douglas. . Programming Insider. 2020-06-08  [2020-06-09]. （原始内容存档于2020-06-09） （美国英语）.
41. ↑  Tilley, Joanna. . broadcastnow. 2020-04-20  [2020-04-20]. （原始内容存档于2020-04-21） （英国英语）.
42. ↑  Price, Stephen. . broadcastnow. 2020-04-28  [2020-05-11]. （原始内容存档于2020-05-12） （英国英语）.
43. 1 2 3 4 5 6 7 8  . Broadcasters' Audience Research Board.   [2020-05-19]. （原始内容存档于2019-02-02） （英国英语）.
44. ↑  Goldbart, Max. . broadcastnow. 2020-04-27  [2020-04-28]. （原始内容存档于2020-10-11） （英国英语）.
45. ↑  Price, Stephen. . broadcastnow. 2020-05-06  [2020-05-11]. （原始内容存档于2020-05-14） （英国英语）.
46. ↑  Price, Stephen. . broadcastnow. 2020-05-13  [2020-05-18]. （原始内容存档于2020-05-20） （英国英语）.
47. ↑  Price, Stephen. . broadcastnow. 2020-05-20  [2020-05-20]. （原始内容存档于2020-10-11） （英国英语）.
48. ↑  Parker, Robin. . broadcastnow. 2020-05-18  [2020-05-19]. （原始内容存档于2020-10-11） （英国英语）.
49. ↑  Price, Stephen. . broadcastnow. 2020-05-27  [2020-05-27]. （原始内容存档于2021-03-01） （英国英语）.
50. ↑  Price, Stephen. . broadcastnow. 2020-06-02  [2020-06-02]. （原始内容存档于2020-06-04） （英国英语）.
51. ↑  Price, Stephen. . broadcastnow. 2020-06-10  [2020-06-12]. （原始内容存档于2020-06-12） （英国英语）.
52. ↑  Parker, Robin. . broadcastnow. 2020-06-08  [2020-06-09]. （原始内容存档于2020-06-09） （英国英语）.
53. ↑  Price, Stephen. . broadcastnow. 2020-06-17  [2020-06-22]. （原始内容存档于2020-06-24） （英国英语）.
54. ↑   (PDF). Academy of Television Arts & Sciences.   [2020-07-28]. （原始内容 (PDF)存档于2020-07-28） （美国英语）.
55. ↑  .   [2020-07-07]. （原始内容存档于2020-10-11） –Amazon （美国英语）.
56. ↑  .   [2020-10-11]. （原始内容存档于2020-10-11） –Amazon （英国英语）.
57. ↑  .   [2020-07-07]. （原始内容存档于2020-10-11） –Amazon （美国英语）.

## 外部連結
- 《《追殺夏娃》》各集列表 来自互联网电影数据库